# Sender Murgtal
Der Sender Murgtal ist eine Sendeanlage des Südwestrundfunks (ehemals des Südwestfunks). Er befindet sich etwa 170 m östlich des Hohen-Draberg-Gipfels, einem 970,4 m ü. NN hohen Berg im Nordschwarzwald.

## Beschreibung
Als Antennenträger wird ein freistehender Stahlfachwerkturm verwendet. Von hier wird das geographisch abgeschattete Tal der Murg um die Gemeinde Forbach mit Rundfunk versorgt. Trotz der geringen Sendeleistung sorgt der exponierte Standort dafür, dass die Frequenzen dieses Senders auch weit außerhalb des Zielgebietes bis nach Frankreich empfangen werden können.

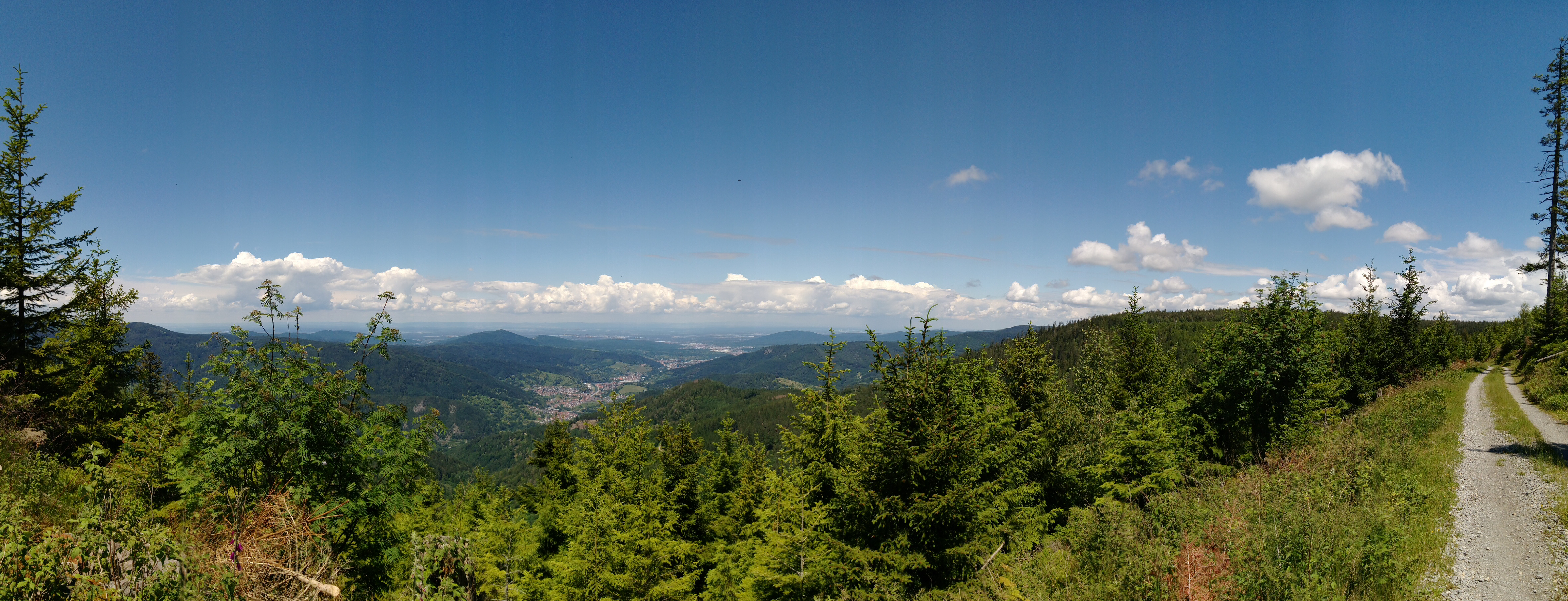
Blick vom Hohen Draberg ins Murgtal

## Frequenzen und Programme

### Analoger Hörfunk (UKW)
Folgende Radioprogramme werden über UKW vom Sender Murgtal ausgestrahlt:
| Frequenz (MHz) | Programm               | RDS PS   | RDS PI | Regionalisierung | ERP (kW) | Antennendiagramm rund (ND)/gerichtet (D) | Polarisation horizontal (H)/vertikal (V) |
| -------------- | ---------------------- | -------- | ------ | ---------------- | -------- | ---------------------------------------- | ---------------------------------------- |
| 89,1           | SWR1 Baden-Württemberg | SWR1_BW_ | D301   | –                | 0,05     | ND                                       | H                                        |
| 97,5           | SWR3                   | __SWR3__ | D3A3   | Baden / Kurpfalz | 0,05     | ND                                       | H                                        |

### Digitaler Hörfunk (DAB+)
Seit 25. April 2019 wird vom Sender Murgtal das Digitalpaket des Südwestrundfunks gesendet. DAB+ wird in vertikaler Polarisation und im Gleichwellenbetrieb (SFN) mit anderen Sendern ausgestrahlt.
| Block                  | Programme (Datendienste) | ERP (kW) | Antennen- diagramm rund (ND), gerichtet (D) | Gleichwellennetz (SFN) |
| ---------------------- | --- | -------- | ------------------------------------------- | --- |
| 9D SWR BW N (D__00234) | DAB+ Block des SWR SWR1 BW (112 kbps) - SWR Kultur (128 kbps) - SWR3 (Rheinland bis Bodensee) (112 kbps) - SWR4 HN (Studio Heilbronn) (112 kbps) - SWR4 KA (Studio Karlsruhe) (112 kbps) - SWR4 MA (Studio Mannheim) (112 kbps) - SWR4 S (Studio Stuttgart) (112 kbps) - SWR4 UL (Studio Ulm) (112 kbps) - SWR Aktuell (72 kbps) - DASDING (112 kbps) - EPG (24 kbps) - TPEG (16 kbps) | 3        | N                                           | Aalen, Baden-Baden (Merkur), Bad Mergentheim (Löffelstelzen), Buchen (Odenwald), Ettlingen (Wattkopf), Hardberg, Heidelberg (Königstuhl), Heidenheim (Osterholz), Heilbronn (Weinsberg), Herbrechtingen, Langenburg, Langenbrand, Mannheim-Oststadt, Mühlacker, Murgtal (Draberg), Geislingen (Oberböhringen), Schwäbisch Gmünd, Stuttgart (Fernsehturm), Stuttgart (Funkhaus), Waldenburg (Friedrichsberg), Wertheim (Schloßberg) |

### Analoges Fernsehen (PAL)
Vor der Umstellung auf DVB-T diente der Sendestandort weiterhin für analoges Fernsehen:
| Kanal | Frequenz (MHz) | Programm                        | ERP (kW) | Sendediagramm rund (ND)/ gerichtet (D) | Polarisation horizontal (H)/ vertikal (V) |
| ----- | -------------- | ------------------------------- | -------- | -------------------------------------- | ----------------------------------------- |
| 33    | 567,25         | Das Erste (SWR)                 | 0,25     | D                                      | H                                         |
| 30    | 543,25         | ZDF                             | 0,25     | D                                      | H                                         |
| 46    | 671,25         | SWR Fernsehen Baden-Württemberg | 0,25     | D                                      | H                                         |

### Weitere Funkdienste
Neben der Abstrahlung von Radioprogrammen beherbergt der Turm noch Antennen für weitere Funkzwecke auf 16; 25; 31,3; 35,8; 36 und 38,1 Meter, sowie Antennen für den Mobilfunkbetrieb auf 27,8 und 28,3 Meter.